# Freikorps Schwarze Jäger

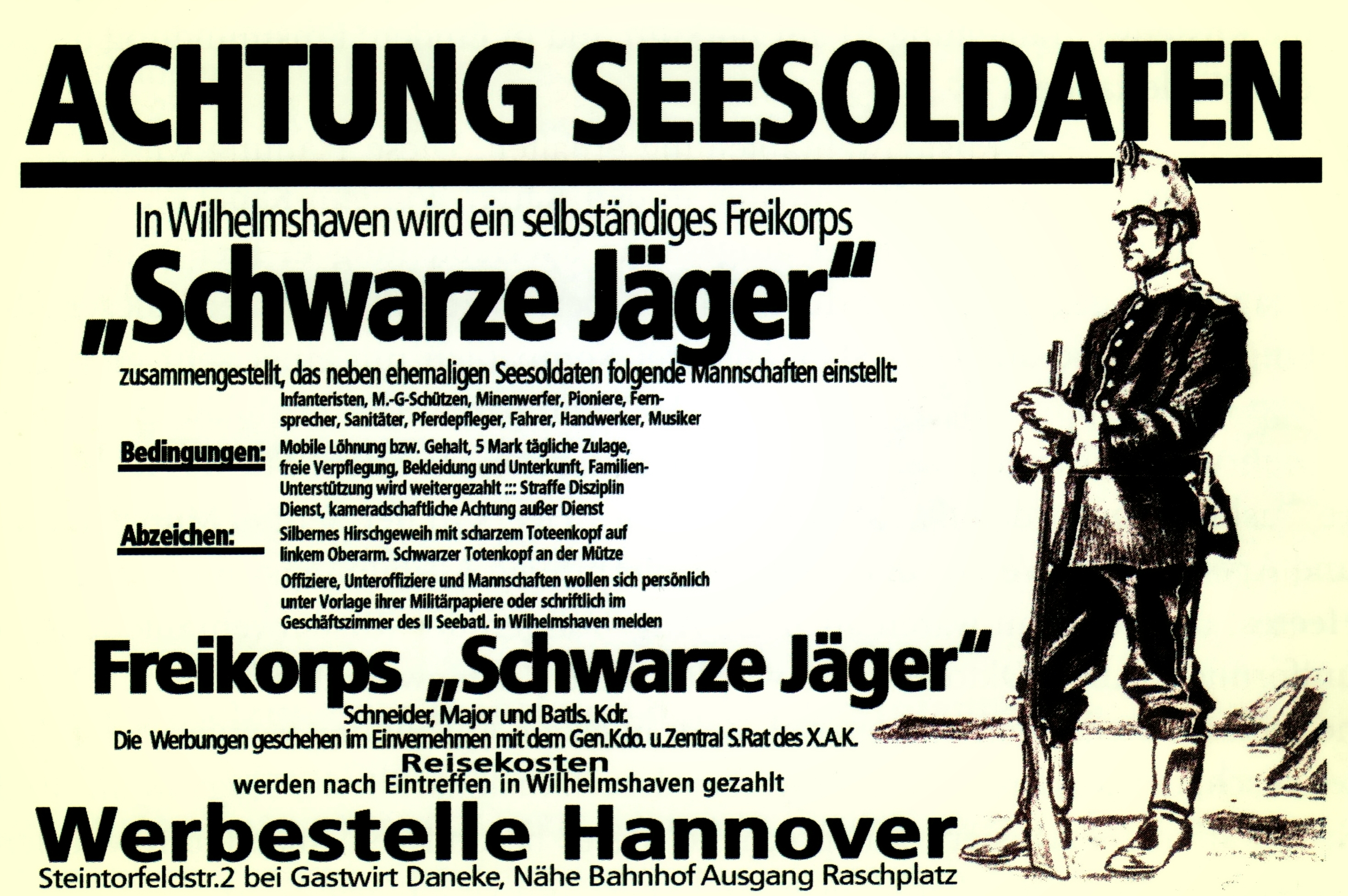
Aufruf zum Eintritt in das Freikorps „Schwarze Jäger“.

Das Freikorps „Schwarze Jäger“ war ein in Wilhelmshaven im Jahr 1919 aufgestellter selbständiger paramilitärischer Verband.

## Geschichte

### Aufstellung
Das Freikorps wurde im Januar 1919 aufgestellt und kam vorwiegend zur „Wiederherstellung der öffentlichen Ordnung“ zum Einsatz. Seine Angehörigen entstammten größtenteils den 1914 errichteten Marine-Infanterie-Regimentern Nr. 2 und Nr. 3, die ihrerseits aus dem II. und III. Seebataillon hervorgingen. Weitere Angehörige wurden dem Freikorps durch Anwerbung zugeführt. Interessierte Offiziere, Unteroffiziere und Mannschaften konnten sich an den vorgesehenen Werbestellen oder direkt im Geschäftszimmer des ehemaligen II. Seebataillons in Wilhelmshaven melden. Die Freiwilligen erhielten einen festen Sold und eine tägliche Zulage von fünf Mark.
Als besonderes Erkennungsmerkmal galt der dunkle Mantel der Seesoldaten, worum sie von den Franzosen auch als „Chausseurs noirs“ („Schwarze Jäger“) bezeichnet wurden. Diese Bezeichnung wurde später bei der Namensgebung berücksichtigt.

### Einsätze

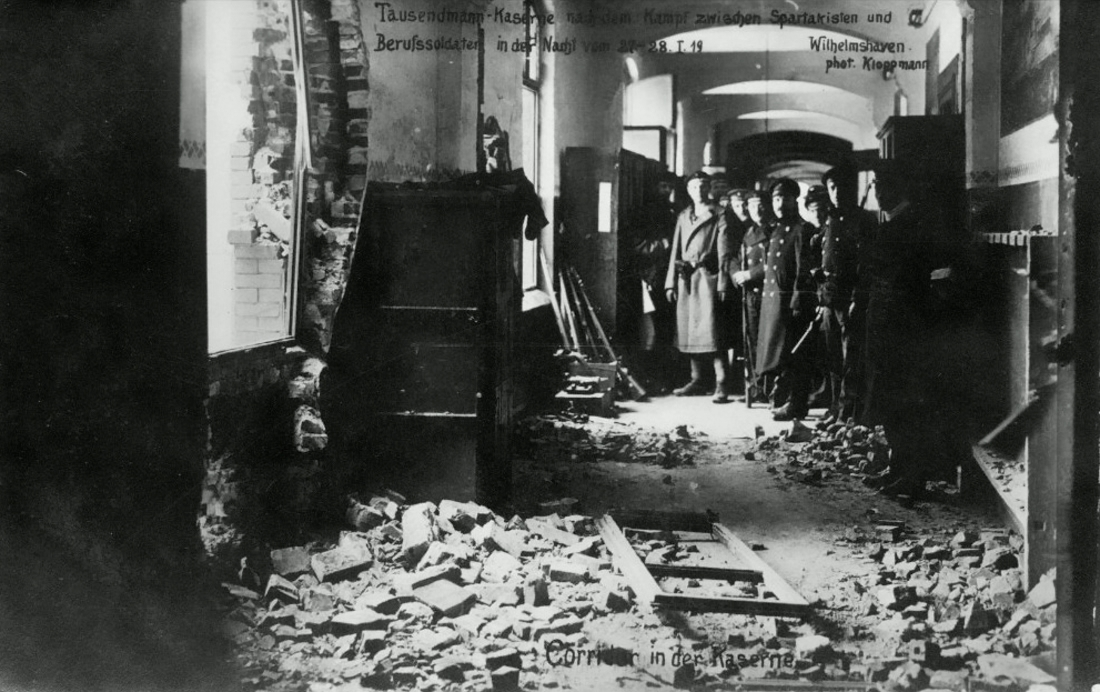
Nach der Erstürmung.

Bemerkenswert war einer der ersten Einsätze in der Nacht vom 27. auf den 28. Januar 1919 in Wilhelmshaven. In dieser Nacht erstürmte das Freikorps „Schwarze Jäger“, im Zusammenwirken mit anderen Freiwilligenverbänden, das Hauptquartier des „Revolutionären Komitees“ in der „1000-Mann-Kaserne“ der Marineinfanteristen in Wilhelmshaven. Die sich verschanzenden Revolutionäre wurden schließlich mittels Artilleriebeschuss zur Aufgabe gezwungen, wobei Tote und Verletzte zu beklagen waren. Nach diesem Einsatz übernahm das Freikorps von März bis Juni 1919 im Stadtgebiet von Wilhelmshaven den Wach- und Sicherungsdienst. Anschließend wurde das Freikorps ins Grenzgebiet der östlichen Reichsgrenze verlegt und im Rahmen des Grenzschutzes Ost im Grenz- und Schutzdienst eingesetzt.

### Verbleib
Nach Beendigung des Einsatzes an der Ostgrenze wurde das Freikorps mit dem Jäger-Bataillon „Groß-Hamburg“ zusammengelegt. Das Jäger-Bataillon ging später im I. Bataillon des Infanterie-Regiments 18 der Vorläufigen Reichswehr auf.

## Uniform und Abzeichen
Die Uniform entsprach denen der ehemaligen kaiserlichen Marineinfanterie bzw. der Seebataillone. Als besonderes Erkennungszeichen trugen die Angehörigen des Freikorps am linken Oberarm ein silbernes Hirschgeweih mit schwarzem Totenkopf. Der schwarze Totenkopf wurde auch an der Mütze getragen.

## Gliederung und Stellenbesetzung
- Freikorps „Schwarze Jäger“[4] (Major/Oberstleutnant Paul Schneider)
  - Stab
  - 1. Kompanie (Hauptmann Jeantsch)
  - 2. Kompanie (Hauptmann v. Gerlach)
  - 3. Kompanie (Hauptmann Schneider)
  - 4. Kompanie (Hauptmann Bielefeld)
  - MG-Kompanie (?)
  - Minenwerfer-Zug (Leutnant Steuer)
  - Ersatz-Kompanie (Offiziersstellvertreter Mehlberg)
  - Pionier-Zug (Offiziersstellvertreter Beck)